# خانه حسن واقفی
خانه محمد حسن خان واقفی مربوط به دوره قاجار است و در شهرستان زرقان، بخش زرقان، شهر زرقان، محله حیدر واقع شده و این اثر در تاریخ ۳۰ بهمن ۱۳۸۶ با شمارهٔ ثبت ۲۰۹۰۶ به‌عنوان یکی از آثار ملی ایران به ثبت رسیده است.